# Béla Balázs
Béla Balázs (Seghedino, 4 agosto 1884 – Budapest, 17 maggio 1949) è stato un poeta, scrittore, regista e sceneggiatore ungherese.

## Biografia
Béla Balázs è lo pseudonimo di Herbert Bauer. "Béla" proviene dal verso della pecora, animale allevato dalla sua famiglia. 

## Periodizzazione biografia
- 1909-1919: scrittore e giornalista in Ungheria;
- 1919-1927: Vienna;
- 1927-1933: Berlino;
- 1933-1945: Mosca;
- 1945-1949: Budapest: Fondatore del Centro Cinemografico d'Ungheria.

## Attività culturale
Il suo primo lavoro teorico Halálesztétika (L'estetica della morte) è stato pubblicato nel 1906; il suo primo dramma, Doktor Szélpál Margit è stata eseguita dal Teatro Nazionale Ungherese nel 1909. Le sue poesie nell'antologia Holnap (Domani) riflettono l'influenza delle canzoni popolari che aveva raccolto con il compositore ungherese Zoltán Kodály. Le sue opere poetiche Il principe di legno e Il castello del principe Barbablù sono state musicate da Béla Bartók per spettacoli prodotti dal Teatro dell'Opera di Budapest nel 1917 e 1918. Balázs fu uno dei leader culturali più importanti della repubblica sovietica di Béla Kun, nel 1919 fu membro della "Direzione degli Scrittori". Quando il regime cadde Balázs andò in esilio: trascorse più di 20 anni a Vienna, a Berlino, e in Unione Sovietica. Oltre a poesie e racconti, pubblicò due importanti opere teoriche sul teatro e sul cinema: A elmélete színjáték (La teoria dello Spettacolo teatrale) nel 1922 e una delle prime opere di estetica del cinema Der sichtbare Mensch, oder die Kultur des Films, pubblicata a Vienna nel 1924.
Nel 1926 si trasferisce a Berlino, dove ebbe stretti contatti con le case produttrici di film muto. Contribuì alla realizzazione di film come L'opera da tre soldi di Georg Wilhelm Pabst nel 1931 e Valahol Europában di Géza Radványi nel 1947, in Ungheria.
All'inizio del 1945 tornò in Ungheria. Istituì l'insegnamento di estetica del cinema presso l'Accademia Ungherese delle arti drammatiche e fondò l'Istituto Studi Cinematografici. Nel 1946 pubblicò il romanzo autobiografico Almodo Ifjúság ( "Dreaming Gioventù"). Nel 1947 scrisse il soggetto e la sceneggiatura del film È accaduto in Europa realizzato nel 1948 con la regia di Géza von Radványi. Nel 1949, poco prima della sua morte, fu insignito del Premio Kossuth.
Nel 1958 fu intitolato alla sua memoria un premio nazionale per giovani registi.

## Opere
- Halálesztétika (L'estetica della morte) (Budapest, 1909)
- Dr. Szélpál Margit (Dott.ssa Margit Szélpál, 1911)
- A vándor énekel (Il vagabondo canta Nyugat, 1911)
- A Kékszakállú herceg vára (Il castello del principe Barbablù) (1910 - da cui è stato tratto il Libretto per Béla Bartók nel 1911)
- Misztériumok op. IV (Misteri) (1912, tre atti unici in cui il primo è A Kékszakállú herceg vára)
- A fábólfaragott királyfi (1912)
- Il libro delle Meraviglie illustrato da Mariette Lydis (1921)
- Der Sichtbare Mensch (1924, Berlino-Vienna)
- Der Geist des Films (1929)

## Filmografia parziale

### Regista
- La bella maledetta (Das blaue Licht), co-regia Leni Riefenstahl (1932)

### Sceneggiatore
- Die Abenteuer eines Zehnmarkscheines, regia di Berthold Viertel (1926)
- Madame wünscht keine Kinder, regia di Alexander Korda (1926)
- L'opera da tre soldi (Dreigoschenoper, regia di Georg Wilhelm Pabst 1931)
- Grand Hotel, regia di Edmund Goulding (1932)
- Valahol Európában, regia di Géza Radványi (1948)